# Чемпіонат світу з легкої атлетики в приміщенні 2018 — 400 метрів (чоловіки)
Змагання з бігу на 400 метрів серед чоловіків на Чемпіонаті світу з легкої атлетики в приміщенні 2018 у Бірмінгемі відбулись 2 та 3 березня в Арені Бірмінгем.

## Рекорди
На початок змагань основні рекордні результати були такими:
| WIR | Керрон Клемент США     | 44,57 | Фаєтвіль США       | 12 березня 2005 |
| CR  | Нері Бренес Коста-Рика | 45,11 | Стамбул Туреччина  | 10 березня 2012 |
| WL  | Брейлон Теплін Гренада | 44,88 | Коледж-Стейшен США | 3 лютого 2018   |

## Розклад
| Дата           | Час початку | Стадія    |
| -------------- | ----------- | --------- |
| 2 березня 2018 | 11:20       | Забіги    |
| 2 березня 2018 | 21:06       | Півфінали |
| 3 березня 2018 | 20:20       | Фінал     |

Вказаний місцевий час (UTC+0)

## Результати

### Забіги
Умови кваліфікації до наступного раунду: перші двоє з кожного забігу (Q) та шестеро найшвидших за часом з тих, які посіли у забігах місця, починаючи з третього (q).
Забіг 1
| Місце | Атлет          | Країна                   | Час   | Примітки |
| ----- | -------------- | ------------------------ | ----- | -------- |
| 1     | Якуб Кшевіна   | Польща                   | 46,57 | Q        |
| 2     | Деон Лендор    | Тринідад і Тобаго        | 46,68 | Q        |
| 3     | Лукас Буа      | Іспанія                  | 46,96 | q        |
| 4     | Хуандер Сантос | Домініканська Республіка | 47,02 | q        |
| 5     | Майкл Расмейн  | Аруба                    | 49,20 | NIR      |

Забіг 2
| Місце | Атлет          | Країна            | Час   | Примітки |
| ----- | -------------- | ----------------- | ----- | -------- |
| 1     | Лука Янежич    | Словенія          | 46,45 | Q        |
| 2     | Джевон Френсіс | Ямайка            | 46,87 | Q        |
| 3     | Чіді Окезі     | Нігерія           | 46,91 | q        |
| 4     | Аса Гевара     | Тринідад і Тобаго | 46,92 | q        |
| 5     | Келвін Рамірес | Нікарагуа         | 49,88 | SB       |
| 6     | Тікі Маель     | Вануату           | 49,92 | PB       |

Забіг 3
| Місце | Атлет              | Країна            | Час | Примітки |
| ----- | ------------------ | ----------------- | --- | -------- |
| 1     | Стівен Гейл        | Ямайка            | DQ  |          |
| 2     | Абдалелех Харун    | Катар             | DQ  |          |
| 3     | Аустріс Карпінскіс | Латвія            | DQ  |          |
| 4     | Алонзо Расселл     | Багамські Острови | DQ  |          |
| 5     | Брейлон Теплін     | Гренада           | DQ  |          |

Забіг 4
| Місце | Атлет          | Країна    | Час   | Примітки |
| ----- | -------------- | --------- | ----- | -------- |
| 1     | Майкл Черрі    | США       | 46,99 | Q        |
| 2     | Рафал Омелько  | Польща    | 47,13 | Q        |
| 3     | Михайло Литвин | Казахстан | 47,16 | q        |
| 4     | Віталій Бутрим | Україна   | 47,45 |          |
| 5     | Мохамед Наіль  | Мальдіви  | 49,98 | NIR      |

Забіг 5
| Місце | Атлет         | Країна            | Час   | Примітки |
| ----- | ------------- | ----------------- | ----- | -------- |
| 1     | Олдріч Бейлі  | США               | 46,77 | Q        |
| 2     | Лі Томпсон    | Велика Британія   | 46,81 | Q        |
| 3     | Патрік Шорм   | Чехія             | 46,99 | q        |
| 4     | Нері Бренес   | Коста-Рика        | DQ    |          |
|       | Мазен Альясен | Саудівська Аравія | DNS   |          |

Забіг 6
| Місце | Атлет          | Країна                   | Час   | Примітки |
| ----- | -------------- | ------------------------ | ----- | -------- |
| 1     | Оскар Усільйос | Іспанія                  | 46,51 | Q        |
| 2     | Павел Маслак   | Чехія                    | 46,80 | Q        |
| 3     | Лігелін Сантос | Домініканська Республіка | 46,83 | q        |
| 4     | Юсеф Карам     | Кувейт                   | 46,86 | q        |
| 5     | Даврон Атабаєв | Таджикистан              | 49,20 | SB       |
| 6     | Нарек Гукасян  | Вірменія                 | 51,02 | PB       |

### Півфінали
Умови кваліфікації до наступного раунду: перші двоє з кожного забігу (Q).
Забіг 1
| Місце | Атлет          | Країна                   | Час   | Примітки |
| ----- | -------------- | ------------------------ | ----- | -------- |
| 1     | Лігелін Сантос | Домініканська Республіка | 46,31 | Q, SB    |
| 2     | Олдріч Бейлі   | США                      | 46,33 | Q        |
| 3     | Якуб Кшевіна   | Польща                   | 46,69 |          |
| 4     | Джевон Френсіс | Ямайка                   | 46,73 |          |
| 5     | Патрік Шорм    | Чехія                    | 47,04 |          |
| 6     | Лукас Буа      | Іспанія                  | 47,14 |          |

Забіг 2
| Місце | Атлет          | Країна                   | Час   | Примітки |
| ----- | -------------- | ------------------------ | ----- | -------- |
| 1     | Оскар Усільйос | Іспанія                  | 45,69 | Q, NIR   |
| 2     | Майкл Черрі    | США                      | 45,73 | Q        |
| 3     | Рафал Омелько  | Польща                   | 46,39 |          |
| 4     | Хуандер Сантос | Домініканська Республіка | 46,83 | PB       |
| 5     | Аса Гевара     | Тринідад і Тобаго        | 46,91 |          |
| 6     | Лі Томпсон     | Велика Британія          | 47,14 |          |

Забіг 3
| Місце | Атлет          | Країна            | Час   | Примітки |
| ----- | -------------- | ----------------- | ----- | -------- |
| 1     | Павел Маслак   | Чехія             | 46,32 | Q        |
| 2     | Деон Лендор    | Тринідад і Тобаго | 46,33 | Q        |
| 3     | Лука Янежич    | Словенія          | 46,37 |          |
| 4     | Михайло Литвин | Казахстан         | 47,94 |          |
| 5     | Чіді Окезі     | Нігерія           | 48,53 |          |
| 6     | Лі Томпсон     | Велика Британія   | DNF   |          |

### Фінал
| Місце | Атлет          | Країна                   | Час   | Примітки |
| ----- | -------------- | ------------------------ | ----- | -------- |
| 1     | Павел Маслак   | Чехія                    | 45,47 | SB       |
| 2     | Майкл Черрі    | США                      | 45,84 |          |
| 3     | Деон Лендор    | Тринідад і Тобаго        | 46,37 |          |
| 4     | Олдріч Бейлі   | США                      | 46,44 |          |
|       | Оскар Усільйос | Іспанія                  | DQ    |          |
|       | Лігелін Сантос | Домініканська Республіка | DQ    |          |